# Shahrdari Tabriz FC
El Shahrdari Tabriz FC (en persa: باشگاه فرهنگی ورزشی شهرداري تبريز‎) fue un equipo de fútbol de Irán que jugó en la Iran Pro League, la primera división nacional.

## Historia
Fue fundado en el año 1979 en la ciudad de Tabriz con el nombre Tabriz Firefighters Sports Club como un equipo multideportivo con secciones en fútbol sala, baloncesto, ciclismo y voleibol pero era más conocido por la sección de fútbol.
Iniciaron en las ligas locales y en 1985 pasa a llamarse Shahrdari Tabriz FC y posteriormente pasó a ser uno de los equipos más importantes de Tabriz. En 1993 logra el ascenso a la Segunda División de Irán luego de vencer al Tractor SC y al año siguiente logra el ascenso a la Liga Azadegan, la que en ese entonces era la primera división nacional, de la cual desciende en la temporada 1995/96, regresando en la siguiente temporada como campeón de la segunda división para descender en 1999.
En 2010 logra el ascenso a la Iran Pro League tras 11 años de ausencia en la primera división nacional como campeón de la Liga Azadegan. Desciende al finalizar la temporada 2011/12, logra el ascenso en la siguiente temporada pero es descendido a la Segunda División de Irán por un escándalo de arreglo de partidos.
En la temporada 2013/14 retorna a la Liga Azadegan, liga de la que apenas escapó del descenso en la siguiente temporada, pero antes de la temporada 2015/16 desciende de la Liga Azadegan por problemas financieros, siendo reemplazado en la segunda categoría por el Machine Sazi FC. En 2017 retorna a la Liga Azadegan.
En 2020 el Shahrdari Tabriz FC cerró todos sus equipos profesionales por no aceptar el castigo de la FFIRI. La licencia del equipo fue transferida al Pashazadeh Company.

## Palmarés
- Azadegan League (1): 2009–10
- 2nd Division (1): 2016–17
- 3rd Division (1): 2003–04
- East Azerbaijan League (3): 1990–91, 1993–94, 2002–03

## Entrenadores
- Adrian Szabo (1995–1996)
- Bijan Zolfagharnasab (1997–1998)
- Mohammad Hossein Ziaei (2008 – 2009)
- Akbar Misaghian (2009 – 2010)
- Hamid Derakhshan (2010 – 2011)
- Miodrag Ješić (junio de 2011 – diciembre de 2011)
- Ali Asghar Modir Roosta (diciembre de 2011 – mayo de 2012)
- Bijan Azizi (interino) (mayo de 2012)[4]
- Faraz Kamalvand (mayo de 2012 – abril de 2013)
- Mehdi Pashazadeh (agosto de 2013 – enero de 2015)
- Khodadad Azizi (enero de 2015 – julio de 2015)
- Gholamreza Baghabadi (julio de 2015 – mayo de 2016)
- Ali Saleh-Panahi (junio de 2016 – octubre de 2017)
- Sirous Dinmohammadi (octubre de 2017 – 2020)